# Hamburg-Mitte

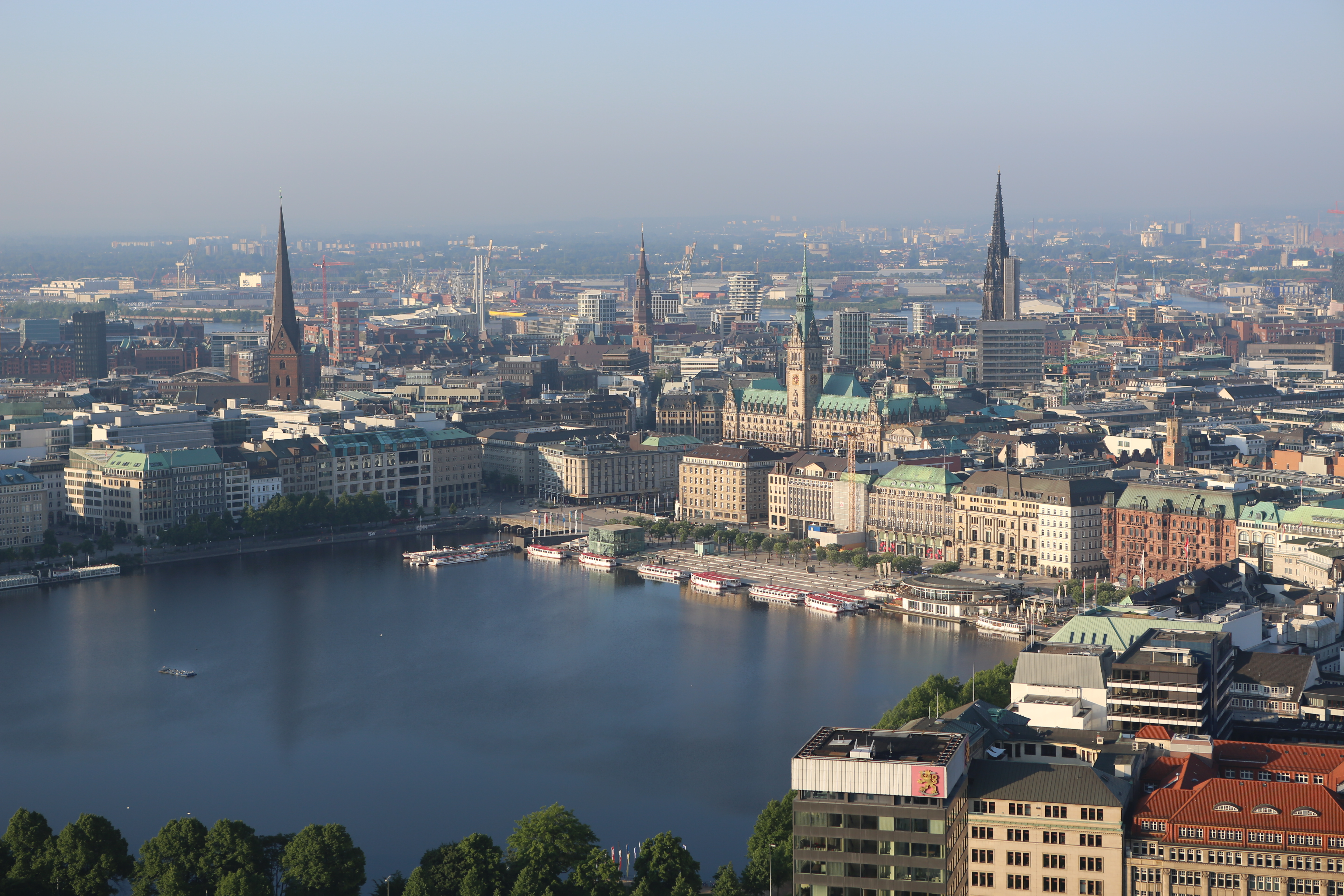
Hamburg-Mitte

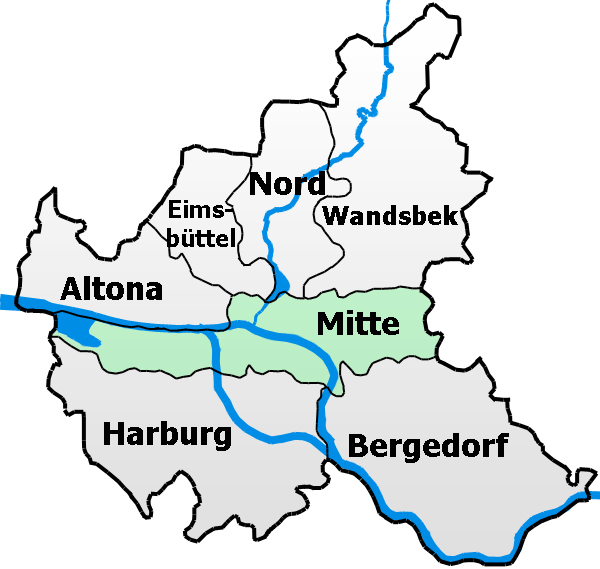
Hamburg-Mittes läge i Hamburg.

Hamburg-Mitte (Bezirk Hamburg-Mitte) är ett stadsdelsområde i Hamburg. 
Hamburg-Mitte stadsdelsområde är ett av sju distrikt i Hamburg och omfattar förutom Hamburgs stadskärna även stora delar av hamnen i Hamburg. Mitte-distriktet består av 19 stadsdelar. I motsats till distrikten Altona, Harburg och Wandsbek har större delen av distriktet Hamburg-Mitte varit en del av Hamburgs nationella territorium i århundraden. 

## Stadsdelar
1. Altstadt
2. Billbrook
3. Billstedt
4. Borgfelde
5. Finkenwerder
6. HafenCity
7. Hamburg-Hamm
8. Hammerbrook
9. Horn
10. Kleiner Grasbrook
11. Neustadt
12. Neuwerk
13. Rothenburgsort
14. St. Georg
15. St. Pauli
16. Steinwerder
17. Veddel
18. Waltershof
19. Wilhelmsburg